# Kassiopeia

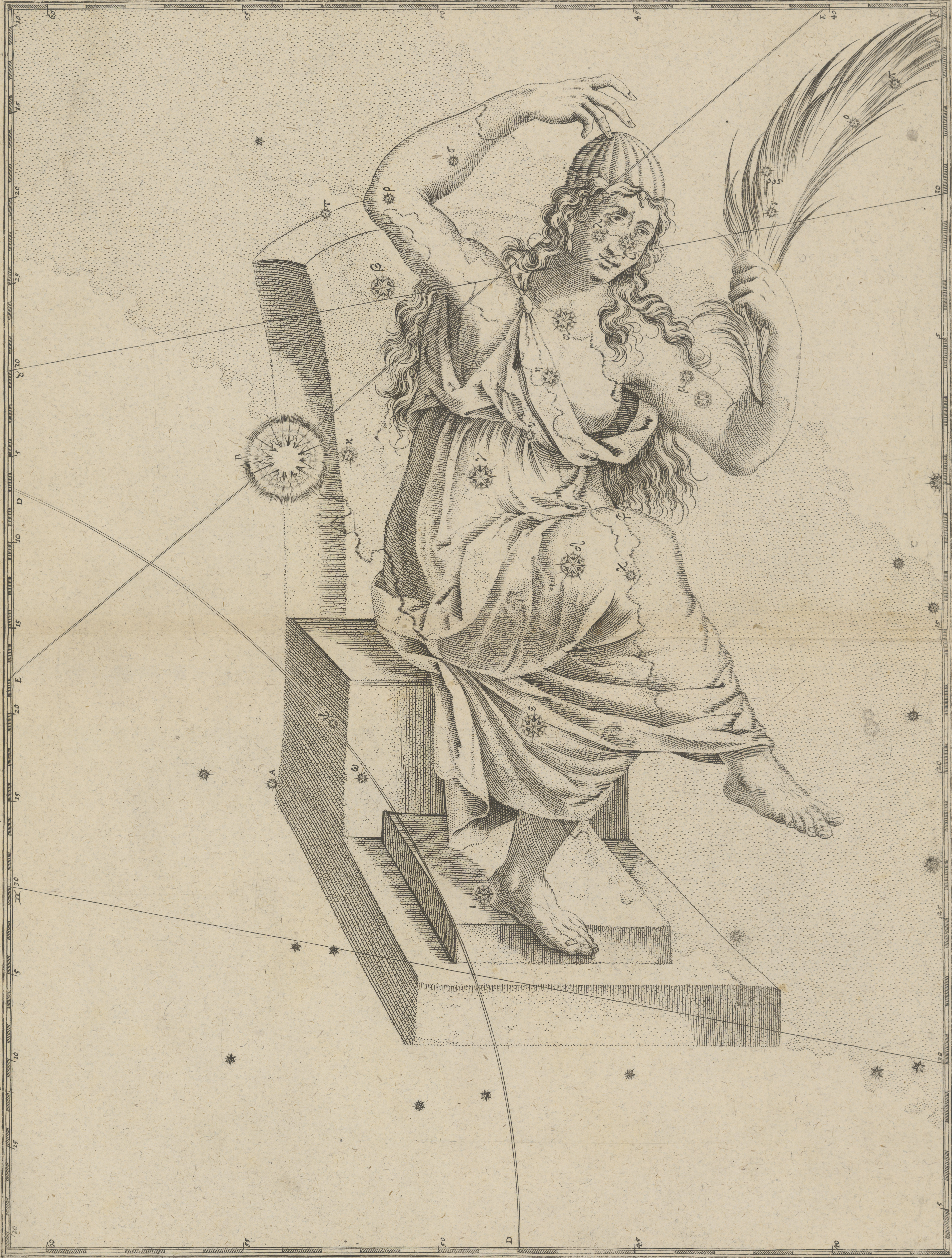
Kassiopeia

Kassiopeia (řecky Κασσιόπη, latinsky Cassiope) je v řecké mytologii manželkou aithiopského krále Kéfea a matkou Andromedy.
Královna Kassiopeia byla pyšná, ješitná a navíc chlubivá. To přineslo jí i celé zemi velkou pohromu: když veřejně prohlašovala, že její kráse a kráse její dcery se nemohou mořské nyfmy ani přiblížit, natož s ní soupeřit. Nymfy si stěžovaly vládci moří bohu Poseidónovi. Ten pýchu potrestal tím, že na zemi seslal potopu a navíc mořskou obludu, která zemi sužovala a ničila. Král vyhledal pomoc věštírny a její odpověď zněla jednoznačně: má-li být zachráněno království, musí být obludě obětována královská dcera Andromeda. A tak se stalo, že nahá Andromeda byla přikována ke skále na pobřeží a tam ponechána jako oběť obludě. Nenašel se nikdo, kdo by ubohé dívce pomohl.
V té době se hrdina Perseus vracel z nebezpečné cesty, na níž v těžkém boji usmrtil Gorgonu Medúsu a její smrtící hlavu nesl Polydektovi, králi na ostrově Serifos. Perseus měl ještě u sebe dary bohů, které mu pomáhaly – okřídlené střevíce, přilbu neviditelnosti a kouzelný meč. Když z výšky zahlédl nahou dívku na mořském břehu, snesl se na zem, kde nedaleko úzkostně sledovali svou dceru královští rodiče. Krátce s nimi promluvil a uzavřel dohodu, že Andromedu osvobodí za slib, že se stane jeho manželkou. Rodiče souhlasili a Perseus vybojoval s obludou dlouhý a těžký zápas. Nakonec se vítězství přiklonilo k Perseovi a Andromeda byla volná.
V paláci se brzy nato konala královská svatba. Do hodovní síně však vtrhl králův bratr Fíneus, jemuž byla Andromeda zaslíbena. Když jí však hrozilo nebezpečí, ustoupil do ústraní a nechal ji svému osudu. Nyní se i s pomocí zrádné královny Kassiopeie domáhal svých původních práv. Přišel s velkou družinou vojáků, aby Persea odstranili.
Došlo k boji, v němž se Perseus přesile statečně postavil a mnohé protivníky zdolal, když však přesila byla stále silná, vytáhl z mošny (zvané kibisis) hlavu Medúsy a všech jeho dvě stě nepřátel včetně Fínea zkamenělo.
Novomanželé potom odjeli na ostrov Serifos, kde žila Perseova matka Danaé a poté se vrátili do Argu, kde se Perseus stal králem.
Po smrti Persea bohové (jmenovitě Poseidón) přenesli Andromedu, Kassiopeiu i Kéfea na oblohu jako souhvězdí. Jediná Kassiopeia, prý za svou proradnost, je svázána v košíku, který se v některých ročních obdobích obrací tak, že královna vypadá směšně. Ovšem září jasně jako souhvězdí v Mléčné dráze.